# Bleu du Vercors-Sassenage
Bleu du Vercors-Sassenage (antes llamado bleu du Vercors o bleu de Sassenage) es un queso azul francés con AOC y DOP, procedente de la región Ródano-Alpes antiguo Delfinado). Se beneficia de una AOC desde el 30 de julio de 1998, y de la DOP desde 2001, gracias al Reglamento (CE) n.º 509/2001 de la Comisión, de 15 de marzo. Se produce en el interior del macizo de Vercors, incluyendo 13 municipios del departamento de Drôme y 14 en el departamento de Isère. Está emparentado con el bleu de Gex. Es un queso de pasta azul, sin prensar ni cocer.

## Historia
Existen evidencias de que este queso se elaboraba en el macizo de Vercors desde el siglo XIV, con el nombre de "fromage de Sassenage", siendo obra original de los monjes. El barón Alberto de Sassenage, en una escritura de junio de 1338, autorizó a los habitantes de la región a que vendieran el queso libremente. Otras fuentes dicen que el queso de las montañas de Sassenage se remitía, a modo de impuestos, al señor de Sassenage. El rey Francisco I fue un gran entusiasta de este queso. Se produjo artesanalmente hasta principios del siglo XX. En 1933 una quesería comenzó a elaborarlo siguiendo la fórmula tradicional. Más recientemente, la producción en granjas ha experimentado un nuevo auge. Tiene denominación de origen desde 1998.
El Macizo de Vercors es una elevación de piedra caliza claramente individualizada que domina las llanuras circundantes a 1000 m s. n. m. Se caracteriza por los largos y húmedos valles en artesa y por los circos y cañadas cerradas, dominadas por acantilados. 
Goza de un clima de montaña, caracterizado por veranos cortos, noches siempre frescas, otoños precoces y nieve, que puede durar desde octubre hasta abril o mayo. Este clima puede verse suavizado por influjos oceánicos y mediterráneos. La altitud, los suelos arcillo calizos y el clima relativamente lluvioso de influjo montañés hacen de este macizo un medio especialmente propicio para los pastizales. La anterior combinación confiere asimismo al Macizo de Vercors unas características específicas en lo que respecta, sobre todo, a la flora. La diversidad de los relieves de este entorno natural permite utilizar distintas zonas de pastoreo complementarias, que ofrecen, en cantidades, alimentos de excelente calidad en los que se basa la alimentación de los rebaños y que confieren su especificidad a la leche y, por ende, al queso.

## Elaboración
Sólo se puede producir con leche de vaca de las razas montbéliard, abondance y villarde. Deben estar alimentadas con forraje de la zona geográfica delimitada. La leche debe ser entera, o parcialmente desnatada, proveniente de los cuatro últimos ordeños del día. Es un queso que no se prensa. Son necesarios 40 litros de leche para fabricar un bleu du Vercors-Sassenage. 
Los quesos se fabrican a partir de una leche calentada cuya temperatura no puede exceder de 76 °C, e inoculada de Penicillium roqueforti. La coagulación debe realizarse con cuajo a una temperatura comprendida entre 31 y 35 °C. La cuajada se remueve y moldea en varias capas, sin prensarla. Los quesos se salan en moldes individuales, no debiendo durar el salado más de tres días. La maduración, que debe prolongarse por espacio de veintiún días, como mínimo, desde la fecha de coagulación hasta la salida de las bodegas, permite un desarrollo armonioso del producto.
Producción: 39 toneladas en 1998 de 21% del cual en granja (fermier). 171 toneladas en 2006. Existe una gama "bio" desde finales de 2006 y representa (a finales de 2007) un 10% de la producción.
El etiquetado de los quesos con denominación de origen controlada «Bleu du Vercors-Sassenage» debe incluir, además del nombre de la denominación de origen controlada, la mención «appellation d'origine contrôlée» y el logotipo en el que figure la sigla INAO. Las indicaciones «fabrication fermière», «fromage fermier» o cualquier otra indicación análoga que denote un origen no industrial, quedarán reservadas a los productores de quesos en las explotaciones.

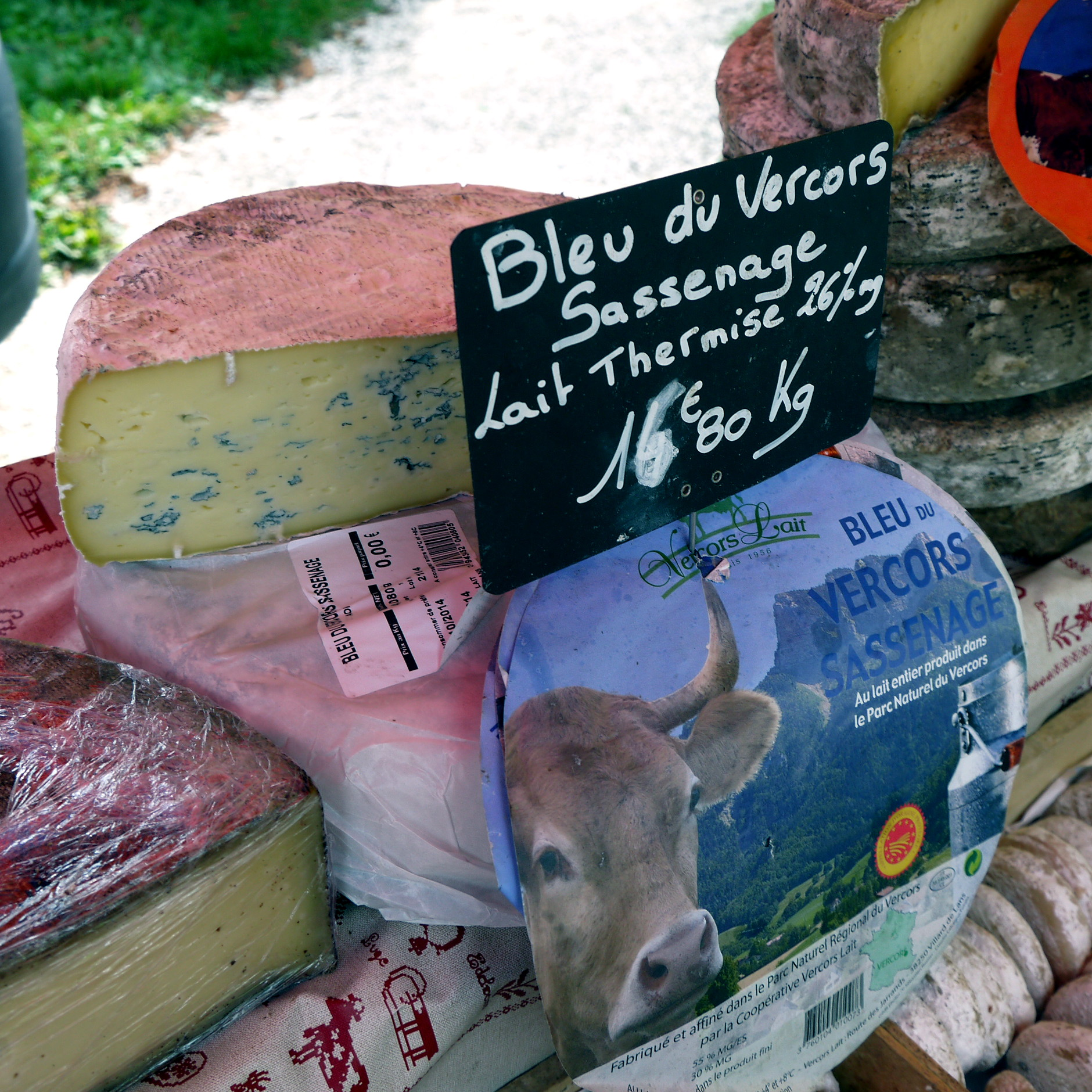
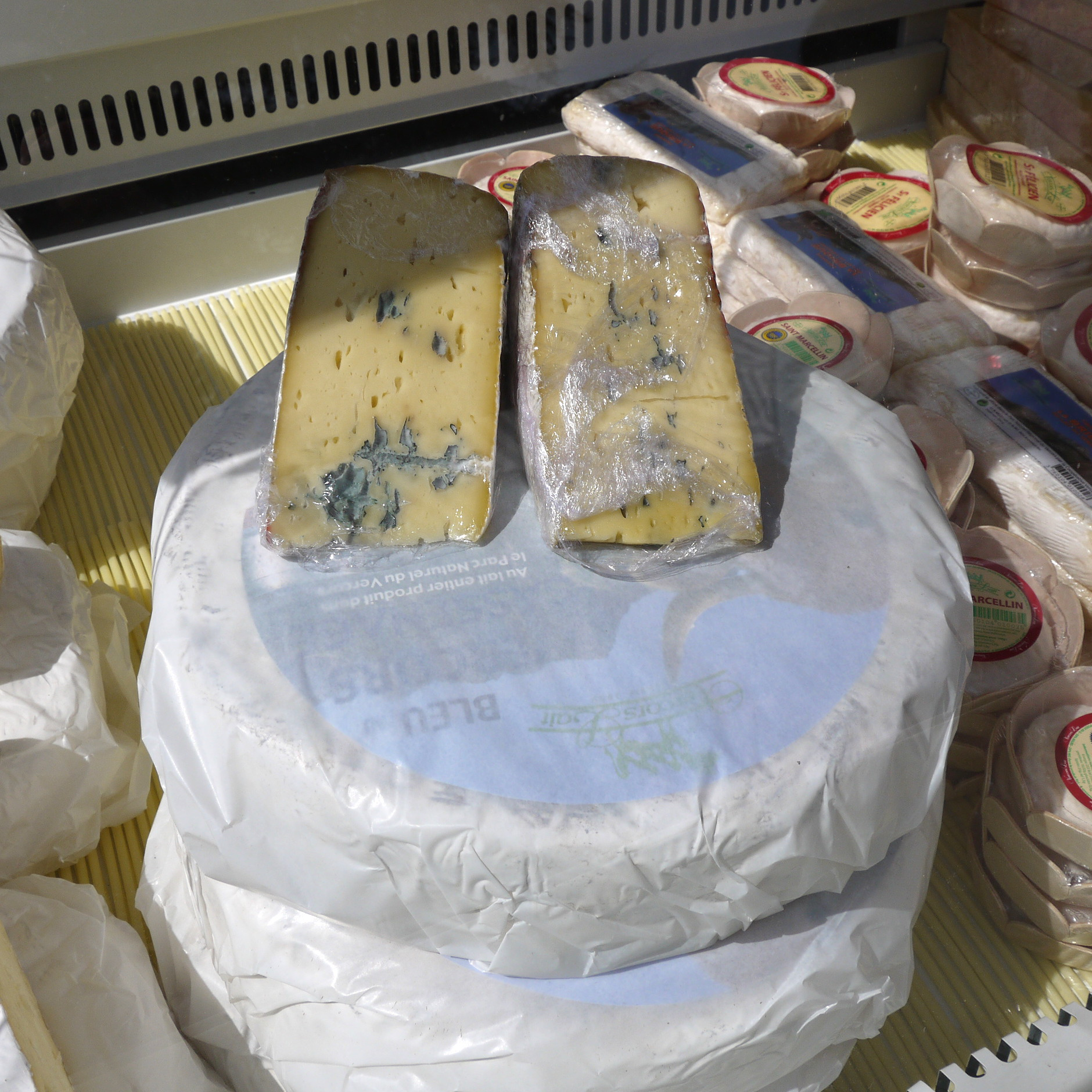
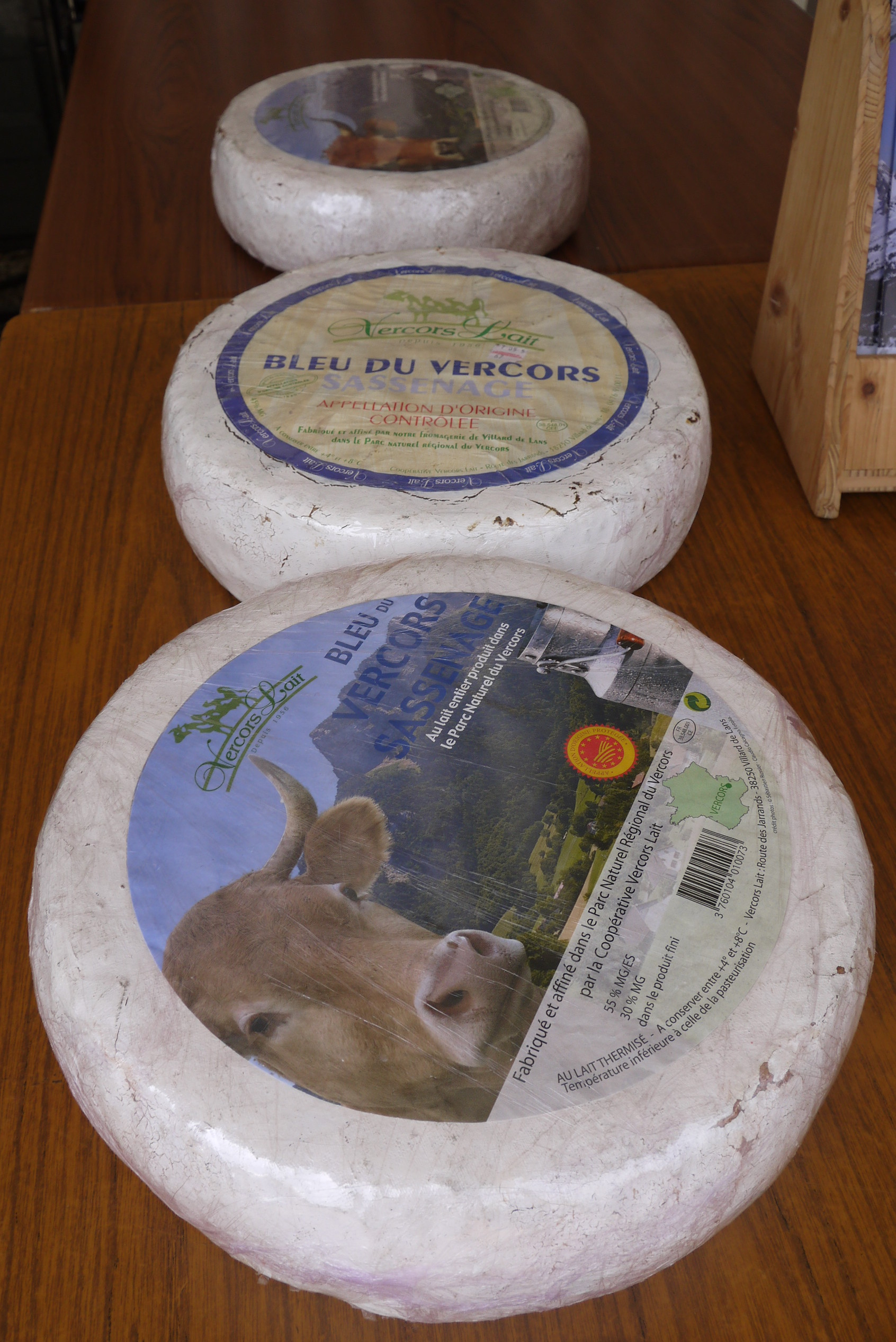

## Características
Es un queso azul con un 48% de materia grasa. Tiene forma de cilindro achatado, con base convexa, con un diámetro de 27 a 30 cm, una altura de 7 a
9 cm y un peso que oscila entre los 4 y los 4,5 kg. La corteza es natural, lisa y fina, con un delicado moho blanco que puede tener apariencia marmolada naranja o marfil causado por levadura y la bacteria que lo madura. 
La pasta es untuosa y presenta vetas azules. Desprende aroma a avellana. Es de sabor suave y consistente. 
Su período de degustación óptimo se extiende de mayo a septiembre después de una maduración de 4 semanas, pero es excelente de abril a diciembre. 
Tiene la ventaja de fundirse sin separarse la grasa, siendo ideal para cocinar "vercou" (el equivalente a la raclette), en quiche o hacer salsas. Se aprecia también como aperitivo o de postre. Marida bien con vino tinto con cuerpo, como los del país de las colinas de Grésivaudan, Côtes du Rhône, Banyuls y Barsac; como aperitivo le va bien un Clairette de Die AOC, y como postre, con un tinto Châtillon en Diois. 